# Xavier McKinney
Xavier McKinney (Roswell, 8 agosto 1998) è un giocatore di football americano statunitense che milita nel ruolo di safety per i Green Bay Packers della National Football League (NFL).

## Carriera universitaria
Nella sua prima stagione ad Alabama nel 2017, McKinney disputò 13 partite come riserva e negli special team. Divenuto titolare nel 2018, fece registrare 73 tackle, 2 intercetti e 3 sack. Fu nominato miglior difensore dell'Orange Bowl 2018. Il 4 gennaio 2020 annunciò la sua intenzione di passare tra i professionisti.

## Carriera professionistica

### New York Giants
McKinney venne scelto nel corso del secondo giro (36º assoluto) del Draft NFL 2020 dai New York Giants. Il 6 settembre fu inserito in lista infortunati per una frattura a un piede. Tornò nel roster attivo il 28 novembre e nell'ultimo fece registrare il primo intercetto in carriera su Andy Dalton dei Dallas Cowboys. La sua stagione da rookie si concluse con 25 tackle in 6 presenze.
Nel nono turno della stagione 2021, McKInney fu premiato come miglior difensore della NFC della settimana dopo avere fatto registrare 7 tackle e 2 intercetti, di cui uno ritornato per 41 yard in touchdown, nella vittoria sui Las Vegas Raiders.

### Green Bay Packers
Il 14 marzo 2024 McKinney firmò un contratto quadriennale del valore di 67 milioni di dollari con i Green Bay Packers. Nella prima partita con la nuova maglia fece registrare un intercetto e un passaggio deviato nella sconfitta contro i Philadelphia Eagles per 34-29 alla Corinthias Arena di San Paolo, in Brasile. Fece registrare un intercetto anche nelle due partite successive, entrambe vinte dai Packers. Nel quinto turno fu premiato come difensore della NFC della settimana dopo il quinto intercetto in altrettante gare, oltre a 3 placcaggi, 2 passaggi deviati e un fumble recuperato. Nell'ottavo turno fece registrare il suo sesto intercetto su Trevor Lawrence, un nuovo primato personale, divenendo, assieme a Trevon Diggs, l'unico giocatore con sei intercetti nelle prime otto gare della stagione negli ultimi venti anni e il primo della storia dei Packers. Alla fine di ottobre fu premiato come difensore del mese della NFC in cui fece registrare 19 placcaggi, 2 intercetti, 3 passaggi deviati, un sack e un fumble recuperato. Tornò a intercettare il quarterback avversario nella settimana 12 ai danni di Brandon Allen nella vittoria per 38-10 sui San Francisco 49ers. A fine stagione fu convocato per il suo primo Pro Bowl e inserito nel First-team All-Pro dopo essersi classificato secondo nella NFL con 8 intercetti.

## Palmarès
- Convocazioni al Pro Bowl: 1

2024
- First-team All-Pro: 1

2024
- Difensore della NFC del mese: 1

ottobre 2024
- Difensore della NFC della settimana: 2

9ª del 2021, 5ª del 2024